# Негогот
Негогот (івр. נְגוֹהוֹת, Неґогот) — ізраїльське поселення в південній частині гори Хеврон на Західному березі річки Йордан. Розташоване на пагорбі на висоті 700 метрів над рівнем моря на захід від міста Хеврон, воно організоване як общинне поселення і підпадає під юрисдикцію регіональної ради Гар-Хеврон. У 2019 році в ньому проживало 352 особи.
Найближчим ізраїльським населеним пунктом є Шекеф, мошав за кілька кілометрів над Зеленою лінією в районі Хевель-Лахіш. Міжнародне співтовариство вважає ізраїльські поселення на Західному березі незаконними згідно з міжнародним правом, але уряд Ізраїлю ігнорує це.

## Історія
Уперше село було засноване у 1982 році як піонерський військовий пост Нахалю. У 1998 році через обмеження бригади Нахаля село перейшло з рук в руки і було передано солдатам-хесдер, які зголосилися на додаткову службу, щоб зберегти поселення на вершині пагорба. Солдати відремонтували територію, побудували бейт-мідраш і, врешті-решт, завершили службу в армії та продовжили виховувати там сім'ї.
25 вересня 2003 року, в ніч на Рош га-шана, палестинський бойовик з «Ісламського джихаду» вбив двох жителів, у тому числі семимісячну дівчинку, коли родина їла святкову трапезу.
Багато дорослих мешканців працюють за межами селища, хоча деякі підприємці заснували місцевий малий бізнес. Діти їздять до початкової школи «Двір» в Отнієлі. Негугот отримує допомогу від організації «Амана».

## Виноски
1. ↑  Центральне статистичне бюро Ізраїлю — 1949.
2. ↑  רשימת שמות היישובים בישראל. אקדמיה ללשון העברית. (івр.)
3. ↑  The Geneva Convention. BBC News. 10 грудня 2009. Процитовано 27 листопада 2010.